# Herb Erywania

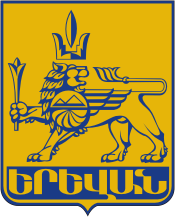
Herb Erywania

Herb miasta Erywania – przedstawia wizerunek stylizowanego lwa. Stoi on na piedestale, zawierającym nazwą miasta w języku ormiańskim. Jego głowa jest skierowana w prawą stronę i dzierży berło – atrybut władzy.
Na głową lwa umieszczono koronę a w jej wnętrzu stylizowany kwiat – symbol drzewa życia.
Na piersi lwa w okręgu figurują; w jego górnej części stylizowany symbol góry Ararat, a w dolnej symbol wieczności.
Herb ma kształt prostokątnej tarczy z ciemnoniebieską otoczką wokół przedstawionego wzoru.